# Brampton with Stoven
Brampton with Stoven est une paroisse civile du Suffolk, en Angleterre.